# Fiddler's Green (groupe)
Cet article concerne un groupe de musique. Pour le paradis des marins, voir Fiddler's Green.
Fiddler's Green est un groupe de folk rock allemand. Formé en 1990, ils jouent de la musique folk au son très irlandais avec une vitesse très rapide (appelée "Speed-Folk") pouvant rappeler les Flogging Molly ou The Pogues.

## Biographie
Fiddler's Green se forme du groupe indépendant X-Rated et du duo Willi et Albi (guitare folk nord-américaines) au début des années 1990 avec Ralf Albers, Peter Pathos et Rainer Schulz du groupe Irish Duo, qui, avec trois autres membres, reçoit par la suite le nom de Fiddler's Green. Ils participent au Erlanger Newcomer Festival en novembre 1990 et atteignent immédiatement la deuxième place. C'est en août 1992, que sort leur premier album.
En 2001, le batteur Wolfram Kellner rejoint le groupe JBO, basé à Erlangen, où il est toujours actif. En été 2004 ils jouent au château Hoheneck, qui est enregistré sur deux DVD et un CD live. Le 30 avril 2006, Peter Pathos joue son dernier concert avec Fiddler's Green. Il quitte le groupe pour réaliser d'autres projets musicaux comme Peter Kafka. Son successeur, Patrick Pat Prziwara est présenté le 17 mai 2006 au concert au Kammerspiele à Ansbach. En janvier 2007, sort l'album Drive Me Mad. Après un an et demi de tournée, le groupe enregistre un autre album à l'été 2008, sous le titre Sports Day at Killaloe, suivi par une autre tournée.
Les 18 et 19 mars 2010, deux concerts sont joués au Erlangen E-Werk pour le 20e anniversaire du groupe. Les deux concerts sont enregistrés et publiés sur l'album live Folk's Not Dead. En 2011, Fiddler's Green donne plusieurs concerts pour In Extremo. La même année, sort l'album studio Wall of Folk, qui atteint le 24e place des charts allemands. Avec l'album studio Winners and Boozers, sorti en 2013, le groupe atteint la 7e place des charts allemands et reste dans le top 100 pendant cinq semaines. Entre autres, le groupe se produit au Kölner Tanzbrunnen au Jubilee Festival avec le groupe Schandmaul devant 12 000 spectateurs.
Le 21 mars 2015, le groupe enregistre un DVD de sa performance au E-Werk de Cologne pour célébrer ses 25 ans de carrière. Ainsi, "25 Blarney Roses" symbolise une étape importante pour le groupe, qui revendique son influence irlandaise tout en imposant son propre style.
En octobre 2020, alors toujours affecté par la crise du Covid-19, le groupe annonce la sortie en décembre 2020 d'un nouvel album célébrant leur 30 ans de carrière. Toutefois, le manque de ressources financière force le groupe à se tourner vers le financement participatif et la générosité de leurs fans au travers d'une vente de produits aux couleurs du groupe (sacs, habits, places de concerts…), ainsi que d'instruments utilisés par les membres dans le passé. Certains lots dépassent les 1.000 euros.
En décembre de la même année, le groupe en profite pour célébrer ses 30 ans de carrière dans un live rediffusé sur YouTube. Entre certaines chansons interprétées en live, les 5 allemands reçoivent également des invités et reviennent sur leurs trois décennies de musique.
Le 30 août 2023, sur leur page Instagram, le groupe annonce la sortie d'un nouvel album studio, qui sortira en décembre de la même année : "The Green Machine".

## Genre musical
Le groupe se présente comme un groupe de speed folk, un genre proche du punk celtique de par la rapidité des rythmes. Leurs chansons sont écrites en anglais et parlent beaucoup du folklore en général et de leur envie de conserver la musique folk.

## Membres

### Membres actuels
- Ralf « Albi » Albers - chant, guitare acoustique, bouzouki, mandoline, banjo
- Pat Prziwara - chant, guitare acoustique et électrique, bouzouki, mandoline, banjo
- Tobias Heindl - violon, chant
- Stefan Klug - accordéon, bodhrán
- Rainer Schulz - basse
- Frank Jooss - batterie, percussions

### Anciens membres
- Robert Oppel (1990-1991)
- Eric Obst (1990-1995)
- Wolfram Kellner (1995-2000)
- Tobias Rempe (1991-1995)
- Tobias Schäfer (1995-2000)
- Peter Pathos (Peter Müller) (1990-2006)

## Discographie

### Albums studio
- 1992 : Fiddler's Green
- 1993 : Black Sheep
- 1995 : King Shepherd
- 1997 : On and On
- 1998 : Spin Around
- 2000 : Another Sky
- 2002 : Folk Raider
- 2003 : Nu Folk
- 2007 : Drive Me Mad!
- 2009 : Sport Day at Killaloe
- 2011 : Wall of Folk
- 2013 : Winners and Boozers
- 2016 : Devil's Dozen
- 2019 : Heyday
- 2020 : 3 Cheers for 30 Years
- 2022 : Seven Holy Nights
- 2023 : The Green Machine

### EP
- 1996 : Make Up Your Mind

### Album live
- 1992 : Fiddler's Green
- 1999 : Stagebox
- 2005 : Celebrate!
- 2010 : Folk's Not Dead
- 2012 : Acoustic Pub Crawl (unplugged)
- 2015 : 25 Blarney Roses: Live in Cologne
- 2020 : Acoustic Pub Crawl II

### Apparitions d'invités
- 2018 : We Cannot Fail (sur Ride Out the Storm) par Bodh'aktan
- 2020 : The Yule Fiddler (Christmas Time Is Coming 'Round Today) (sur Frost & Faeries) par Patty Gurdy
- 2022 : Glück auf! (sur Knüppel aus dem Sack) par Schandmaul
- 2024 : Cheers My Friend (sur Herzblut) par d'Artagnan
- 2024 : Drachen machen Drachensachen (sur Dämmerland) par Dämmerland
- 2025 : Spielmannsschwur (United) (sur Weltenwanderer – Von Träumen & Krawall) par Saltatio Mortis

## Vidéographie

### DVD
- 2005 : Jubilate! (DVD live)
- 2005 : Celebrate! (DVD live)
- 2010 : Folk's not dead (DVD live), à l'occasion des 20 ans du groupe
- 2015 : 25 Blarney Roses : Live in Cologne (DVD live)

## Récompenses
- 2016 : l'album Devil's Dozen est classé 7e des 10 meilleurs album folk de l'année par le site hollandais Folk-Metal.nl
- 2024 : l'album The Green Machine se hisse à la 5ème position des charts allemands[3].